# Alan Dicks
Alan Victor Dicks (* 29. August 1934 in Kennington) ist ein ehemaliger englischer Fußballspieler und -trainer. Bekannt war er vor allem als langjähriger Trainer von Bristol City, das er zwischen 1967 und 1980 betreute und in die oberste englische Spielklasse führte.

## Sportlicher Werdegang
Der in London geborene Dicks schloss sich im Alter von 17 Jahren in seiner Heimat dem FC Chelsea an. Dort lief die Profikarriere langsam an und in den ersten vier Jahren absolvierte er insgesamt nur vier Pflichtspiele. Dazu zählte sein Debüt am 13. Dezember 1952 gegen Manchester City (0:4) und der Einsatz am 2. April 1955 gegen Tottenham Hotspur (4:2), der sein einziger in Chelseas Meistersaison 1954/55 war. Mitverantwortlich für seine raren Bewährungschancen war, dass er einen zweijährigen Wehrdienst bei der Royal Air Force ableistete. Dicks, der in der Läuferreihe gleichsam im Zentrum oder auf den Außenpositionen auflief, hatte seine beste Zeit in Chelsea in der Spielzeit 1956/57, als er 20 Pflichtpartien bestritt. Gut ein Jahr später wechselte er im November 1958 zwei Ligen tiefer zu Southend United.
Knapp vier Jahre verbrachte er in Southend-on-Sea, bevor er die aktive Laufbahn beendete und 1962 Kotrainer von Jimmy Hill bei Coventry City wurde. Auf Hills Empfehlung übernahm er 1967 im Alter von gerade einmal 33 Jahren die Cheftrainerrolle beim damaligen Zweitligisten Bristol City. Im Verlauf seiner dreizehnjährigen Zugehörigkeit zu dem Klub gelang ihm 1976 der Aufstieg in die höchste englische Spielklasse. Dazu kamen in der Spielzeit 1970/71 der Einzug ins Halbfinale des Ligapokals und 1978 der Gewinn des Anglo-Scottish Cups. Er blieb vier Jahre Bristol Citys Erstligatrainer, bevor der Abstieg 1980 sowie ein schwacher Start in die anschließende Saison im Oktober 1980 zu seiner Demission führten. In den 1980er-Jahren übernahm er Traineraufgaben in Griechenland bei Ethnikos Piräus und in Zypern bei Apollon Limassol. Danach arbeitete er für den al-Rayyan SC und gewann dort 1990 die katarische Meisterschaft.
Dicks fand im selben Jahr 1990 den Weg zurück nach London. Beim FC Fulham war sein Förderer Jimmy Hill mittlerweile Präsident geworden und bei dem in die dritte Liga abgestürzten Klub sollte Dicks primär den Cheftrainer Ray Lewington als „Berater“ unterstützen. Zu Beginn der Saison 1990/91 ersetzte Hill Lewington durch seinen „Spezi“ Dicks, mit dem er in Coventry noch in die erste Liga aufgestiegen war. Mehr als zwei Jahrzehnte später fand Dicks jedoch nur wenig Mittel im moderner gewordenen Fußball. In allgemein unruhigen Zeiten bei Fulham zeigte sich Dicks nicht „auf der Höhe der Zeit“ mit den Spielern, Gegnern und modernen Taktiken, was es vor allem der langjährige Spieler Simon Morgan später beschrieb. Am Ende sammelte er nur 46 Punkte – weniger als in der Abstiegssaison drei Jahre später – und als kurz darauf Fulham im FA Cup gegen den Amateurklub FC Hayes verlor, standen die Zeichen auf Abschied. Eine Serie von fünf Niederlagen sorgte Ende 1991 für seine Entlassung.
Im weiteren Verlauf der 1990er-Jahre zog es Dicks in die Vereinigten Staaten. Dort betreute er in der zweitklassigen A-League Carolina Dynamo und Charleston Battery.

## Titel/Auszeichnungen
- Katarische Meisterschaft (1): 1990
- Anglo-Scottish Cup (1): 1978